# NGC 3064
NGC 3064 ist eine Spiralgalaxie vom Hubble-Typ Sbc im Sternbild Sextant. Sie ist schätzungsweise 223 Millionen Lichtjahre von der Milchstraße entfernt.
Das Objekt wurde am 23. Februar 1886 von Francis Leavenworth entdeckt.